# Plopsaland Belgium
Plopsaland Belgium (noto in precedenza come Plopsaland De Panne) è un parco divertimenti situato nel comune belga di De Panne nella provincia delle Fiandre Occidentali, sulla costa del Mare del Nord e al confine con la Francia. Il nome del parco è ispirato ai programmi per bambini Kabouter Plop e Samson en Gert della società cinematografica Studio 100.
Costituito principalmente da attrazioni per famiglie e bambini, con tematizzazioni legate ai programmi trasmessi da Studio 100, il parco ospita circa 1,2 milioni di visitatori all'anno, posizionandosi al primo posto tra i parchi divertimento più visitati in Belgio. Il complesso comprende inoltre il parco acquatico indoor Plopsaqua De Panne, un hotel a tema e un campeggio.

## Storia

### Meli Park (1935-1999)
Il parco è stato fondato nel 1935 dal produttore di miele Albéric-Joseph Florizoone, con il nome di Meli Park. Il tema originario era quindi legato al mondo dell'apicoltura e del miele. Nel corso degli anni 90, il parco perse popolarità e visitatori, finché nel 1999 la famiglia Florizoone vendette il parco allo Studio 100, che lo acquisì in collaborazione con l'emittente televisiva VTM.

### Plopsaland De Panne e la nuova gestione
Il 29 aprile 2000 il parco ha riaperto i battenti con il nome Plopsaland De Panne (il nome attuale viene adottato nel 2025) e una prima serie di modifiche, tra cui la sostituzione della principale attrazione di Meli Park, la dark ride Apirama, con Het Bos van Plop (La Forêt de Plop), in cui fecero capolino i personaggi della serie Kabouter Plop. Nelle stagioni successive, oltre all'aggiunta di nuove attrazioni, vennero risolti alcuni problemi del parco, come la carenza di punti ristoro e di parcheggi.
Nel 2004 aprì Draak, un roller coaster motorizzato di Mack Rides situato in una nuova area a tema medievale che ospita, all'interno di un castello, anche un negozio ed un ristorante. Si tratta del primo investimento con cui il parco inizierà ad espandersi oltre la concezione di luogo esclusivamente per bambini.
Nel 2006, vennero inaugurate l'attrazione acquatica SuperSplash nella zona ispirata al personaggio Piet Piraat e SpringFlyer (dal 2020 Nachtwacht-Flyer), uno star flyer (giostra a catene) che raggiunge circa 70 metri di altezza.
Nel 2008 il parco è stato in gran parte rinnovato. Vengono aperte quattro nuove attrazioni, tra cui un piccolo parco giochi per bambini accanto a Het Bos van Plop (Bumbaspeeltuin), una versione più piccola della giostra cavalli già esistente, ed una montagna russa per bambini Roller Skater. Il 28 maggio dello stesso anno viene aperto un nuovo ingresso al parco. La nuova piazza è un ultimo importante passo per Plopsaland nella trasformazione del vecchio Meli Park e allo stesso tempo un primo passo verso la creazione di un resort. Il nuovo ingresso da sei milioni di euro è costituito da una porta socchiusa alta dodici metri circondata da sei piedistalli con statue dorate delle figure più importanti dello Studio 100: Samson, Kabouter Plop, Piet Piraat, Bumba, Woppy e Mega Mindy. L'ingresso si apre sulla nuova Plopsaboulevard, una strada coperta dove si trovano, tra l'altro, il nuovo servizio clienti e il più grande negozio di Studio 100 nel Benelux.
Nel 2009 il parco celebra la sua decima stagione con Anubis The Ride , un ottovolante del produttore Gerstlauer . Le montagne russe sono costituite da un lancio magnetico da 0 a 90 km orari in 2 secondi, un'altezza massima di 34 metri e tre inversioni. La stazione dell'attrazione è una replica 2:3 del palazzo storico in cui è stata girata la serie Het Huis Anubis, che ha ispirato l'omonima serie televisiva prodotta da Nickelodeon.
Nel 2011 viene aperta Mayaland, un'area indoor ispirata al personaggio dell'Ape Maia con dieci nuove attrazioni, due ristoranti a tema e un negozio. Vengono inoltre rinnovate le barche di Het Bos van Plop, con l'aggiunta di una grande candela nella parte anteriore della barca e un letto nella parte posteriore.
Nel 2013, aprì invece una nuova area tematica a tema Vicky il Vichingo, con un negozio, un bar e due nuove attrazioni, che venne completata nel 2014 con nuovi edifici. Nello stesso anno venne inaugurato il Plopsa Theater (dal 2019 Proximus Theater), il teatro più grande del parco con 1400 posti.
Nel 2015 il parco ha festeggiato il suo quindicesimo anniversario con il parco acquatico indoor Plopsaqua e con un nuovo castello dedicato alla serie Prinsessia, al cui interno si trova anche l'attrazione delle tazze rotanti riadattata al contesto.
Nel 2017 aprono le montagne russe in legno Heidi The Ride e la relativa area a tema, ispirata alla celebre serie animata del 2015.
Nel 2021 il parco propone un nuovo roller coaster: The Ride to Happiness by Tomorrowland. Per questa attrazione unica in Europa, Plopsa ha collaborato con Tomorrowland, il festival musicale più famoso del Belgio. Dopo anni di rinvii, viene inoltre aperto l'hotel ufficiale del resort, situato a ridosso della piazza di ingresso. L'obiettivo di questi investimenti è di aumentare il numero di visitatori a 2 milioni all'anno nel breve termine.

## Aree tematiche
Nonostante non sia presente una suddivisione ufficiale, il parco presenta molte aree tematiche, spesso di superficie molto ridotta o addirittura legate a singole attrazioni circondate da negozi e/o punti ristoro.

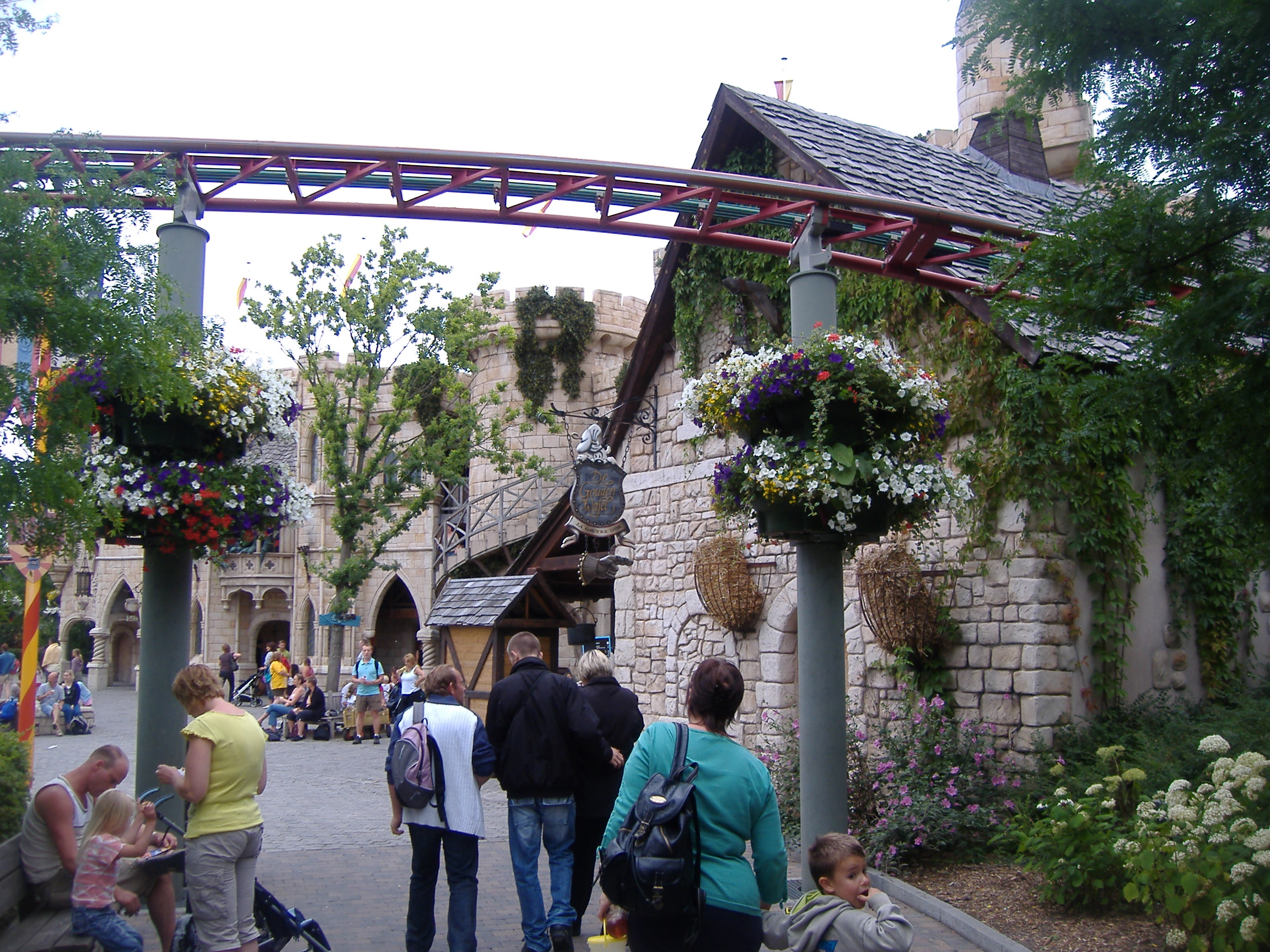
La Piazza del Castello.

- La Piazza del Castello.Piazza del Villaggio: la piazza di ingresso al parco, con negozi, ristoranti e alcune attrazioni per famiglie.
- Mayaland: l'area indoor dedicata all'Ape Maya, a cui si accede direttamente dalla Piazza del Villaggio.
- Tomorrowland Zone: la piazza di ingresso al rollercoaster basato sull'omonimo festival musicale, con uno snack bar e un negozio a tema.
- Foresta di Plop: un'area per bambini a tema forestale, con il primo ristorante a tema Plop del parco, a forma di fungo gigante.
- Piazza del Castello: la fortezza medievale che contiene la stazione delle montagne russe Draak, due chioschi e un negozio a tema.

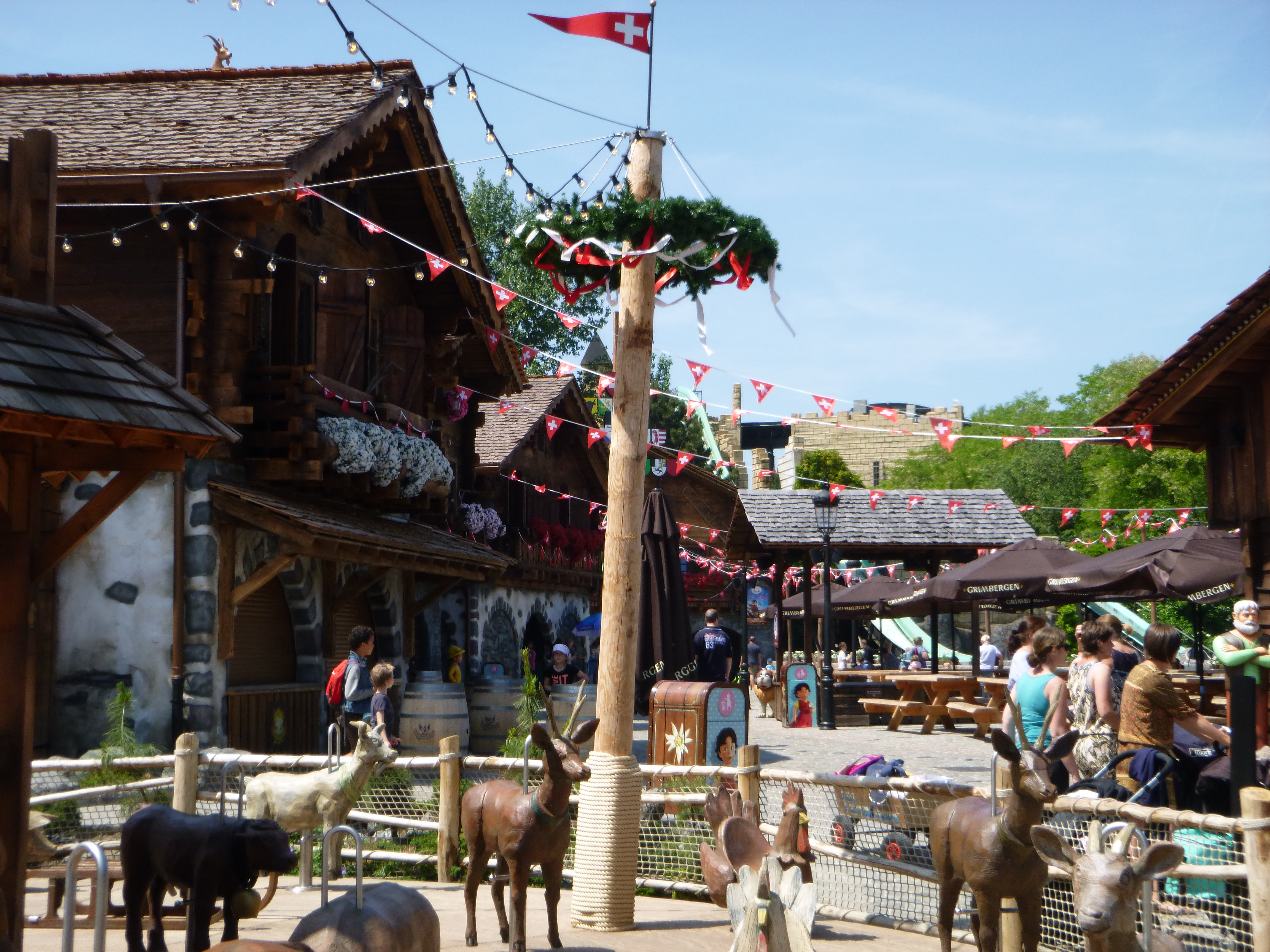
Il villaggio alpino di Heidi.

- Il villaggio alpino di Heidi.Heidiland: il villaggio alpino dell'omonima serie animata, dove è situata la stazione del wooden coaster Heidi The Ride, una piccola giostra ed un negozio a tema.
- K3: comprende una montagna russa per famiglie e un chiosco, entrambi dedicati al gruppo musicale belga-olandese K3.
- Mega Mindy: comprende due attrazioni per bambini, basate sulla serie per bambini della supereroina Mega Mindy.
- Mondo di Kaatje: comprende un percorso su barche e una montagna russa per famiglie, uno snack bar ed un chiosco a tema Kaatje van Ketnet, serie animata belga.

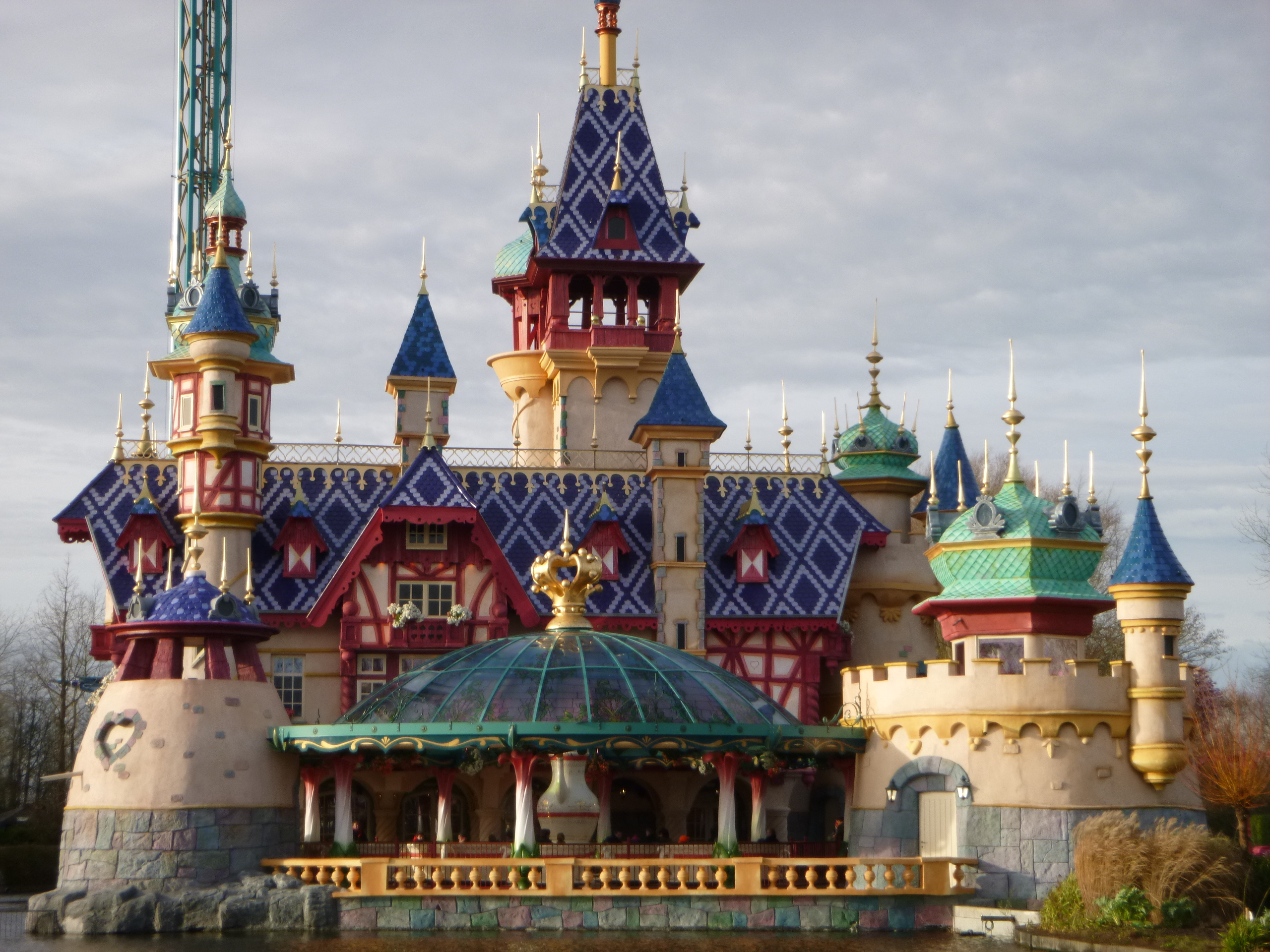
Il castello Prinsessia.

- Il castello Prinsessia.Castello Prinsessia: il castello che si affaccia sul grande lago del parco ospita la giostra delle tazze rotanti, una boutique e due punti ristoro panoramici.
- Anubis: piazza di ingresso all'omonimo rollercoaster, comprende anche un chiosco.
- Zona dei Pirati: area a tema piratesco con alcune attrazioni per bambini, la nave oscillante affacciata sul lago e il water coaster SuperSplash.
- Wickieland: l'area dedicata a Vicky il Vichingo, con due attrazioni per famiglie e un villaggio norreno che ospita ristoranti ed un negozio.
- Piazza della Fiera: area a tema fieristico, con diverse attrazioni per bambini e giochi a premio nello stile dei classici luna park e parzialmente tematizzata con i personaggi di Samson en Gert.
- Circus Bumba: comprende una piccola area giochi per bambini, chioschi e una parte dedicata a Plop, con l'ingresso alla dark ride Het Bos van Plop.
- Fattoria di Big & Betsy: la fattoria del parco, una delle aree storiche dell'ex Meli Park.

Restano fuori da questa suddivisione soltanto il log flume DinoSplash (a tema dinosauri) e Nachtwacht-Flyer (basato sull'omonima serie animata).

## Attrazioni

### Montagne russe
| Nome                                  | Altezza max. (in m) | Velocità max. (in km/h) | Lunghezza (in m) | Modello                 | Casa costruttrice            | Anno |
| ------------------------------------- | ------------------- | ----------------------- | ---------------- | ----------------------- | ---------------------------- | ---- |
| #LikeMe Coaster                       | 8                   | 36                      | 360              | Tivoli Large            | Zierer                       | 1976 |
| K3 Roller Skater                      | 13                  | 46                      | 335              | Junior Coaster          | Vekoma                       | 1990 |
| Draak                                 | 14                  | 36                      | 450              | Powered Coaster         | Mack Rides                   | 2004 |
| SuperSplash                           | 24                  | 68                      | 300              | SuperSplash             | Mack Rides                   | 2006 |
| Anubis The Ride                       | 34                  | 90                      | 600              | Launch Coaster          | Gerstlauer                   | 2009 |
| Heidi The Ride                        | 22                  | 20,5                    | 627              | Wooden Coaster          | Great Coasters International | 2017 |
| The Ride to Happiness by Tomorrowland | 33                  | 90                      | 920              | Xtreme Spinning Coaster | Mack Rides                   | 2021 |

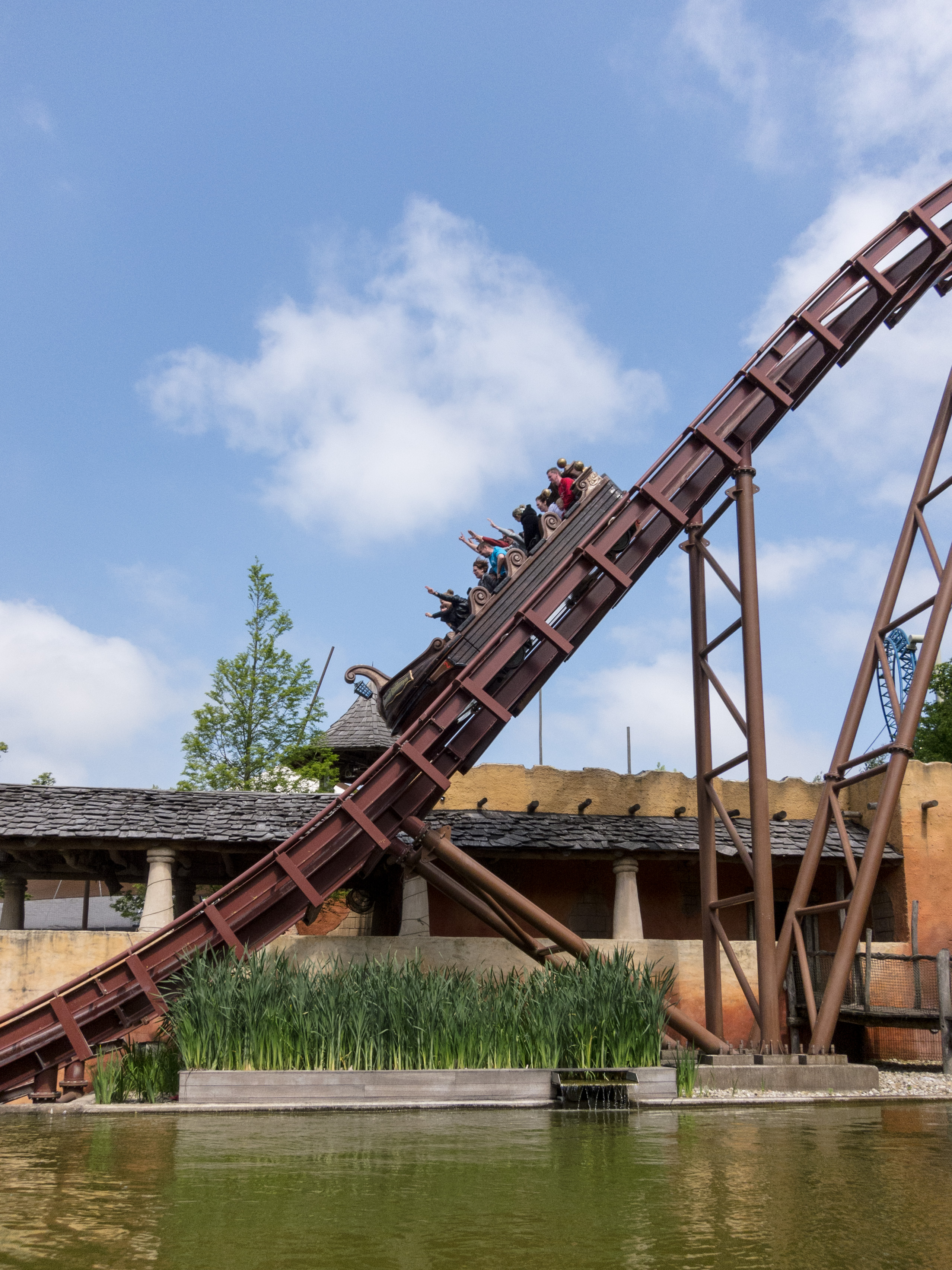
SuperSplash
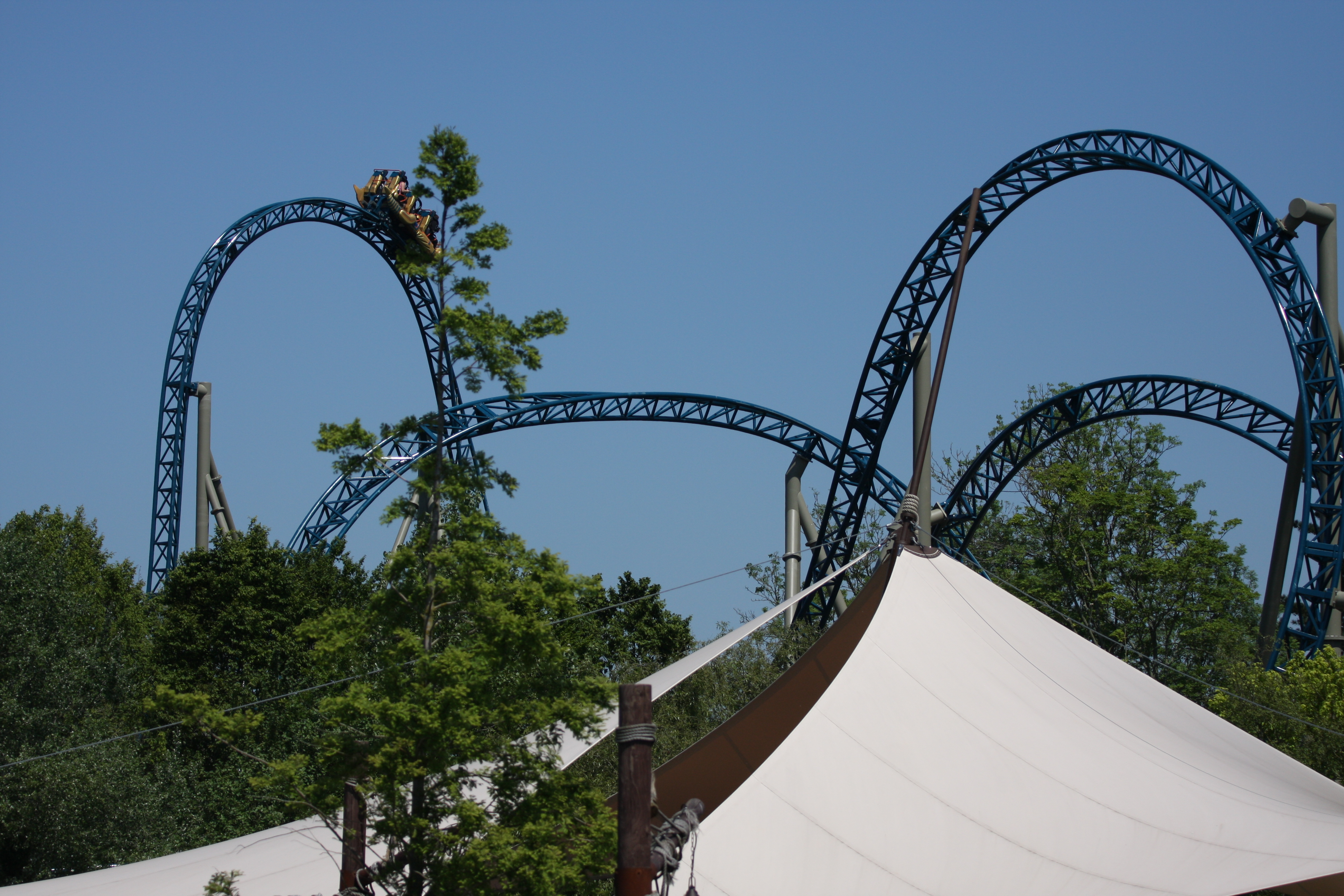
Anubis The Ride
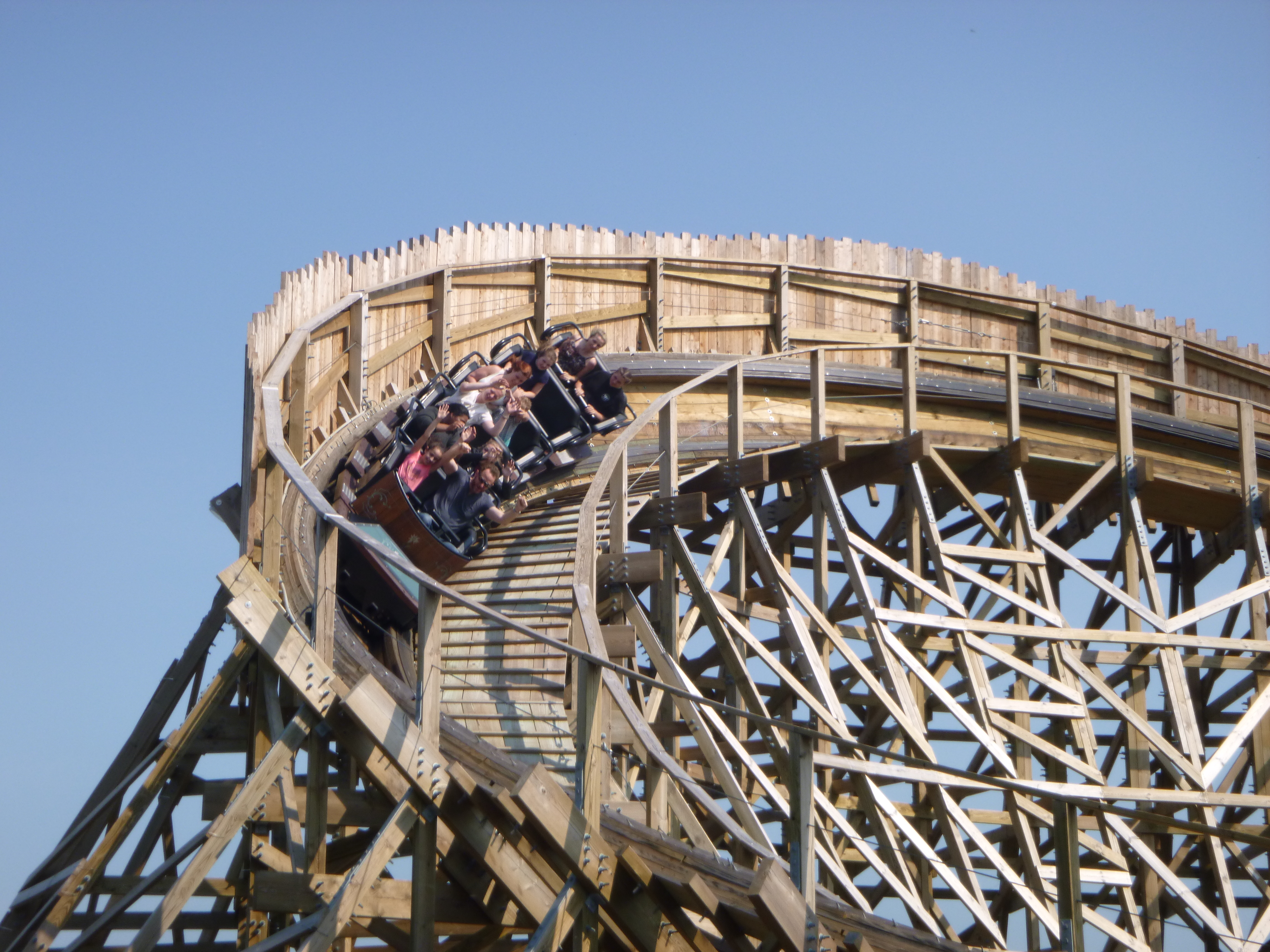
Heidi The Ride
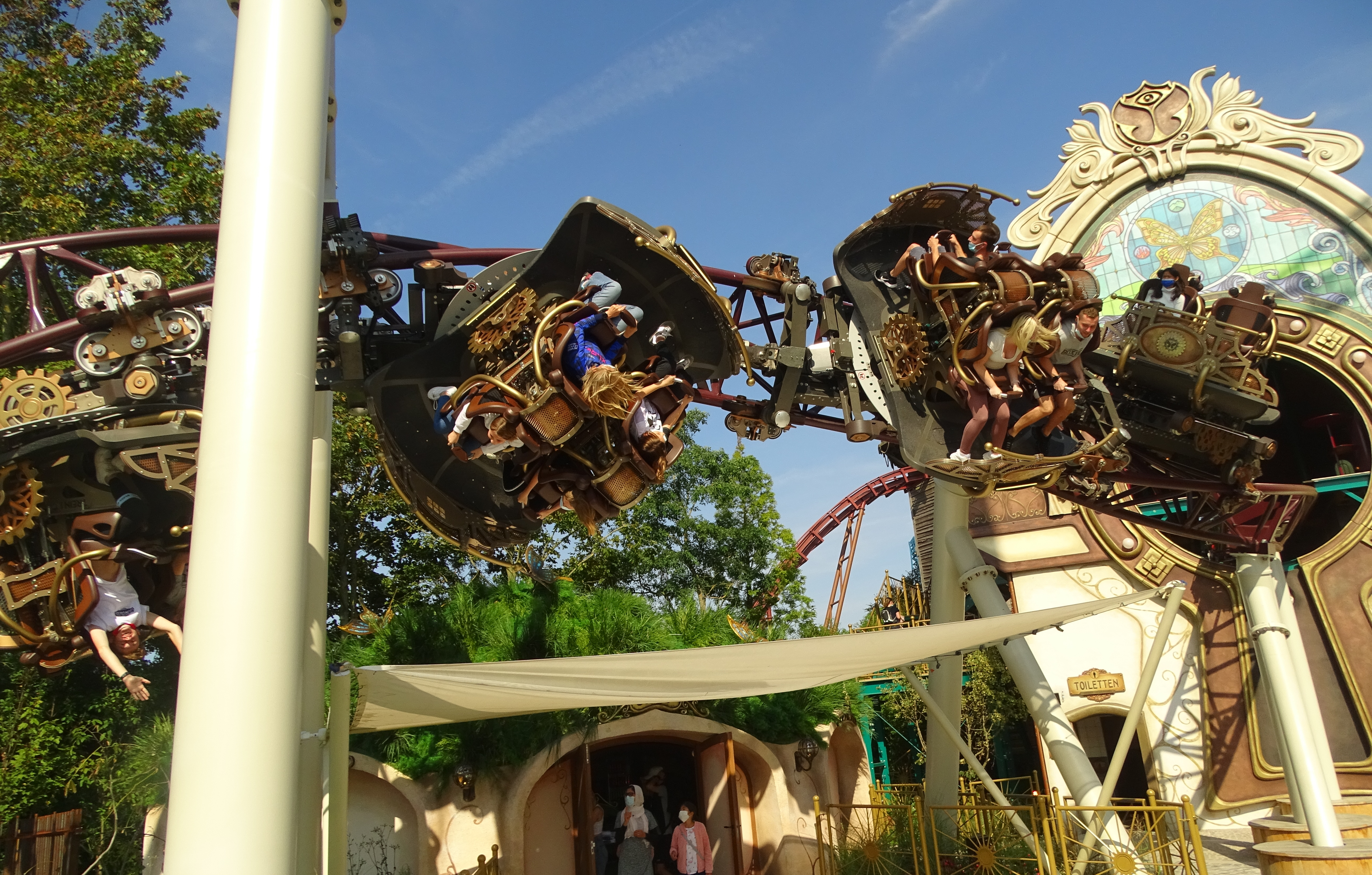
The Ride to Happiness

### Altre attrazioni
| Nome                                 | Modello        | Casa costruttrice | Anno                       |
| ------------------------------------ | -------------- | ----------------- | -------------------------- |
| Het Bos van Plop / La Forêt del Plop | Boat Dark Ride | Metallbau Emmeln  | 1979 (restaurata nel 2000) |
| Plopsa Express                       | Treno          | Chance Morgan     | 1983                       |
| DinoSplash                           | Log Flume      | Mack Rides        | 1989                       |
| Wickie The Battle                    | Splash Battle  | Mack Rides        | 2013                       |
| Op Reis met Bumba / Bumba en Voyage  | Dark ride      | Metallbau Emmeln  | 2023                       |

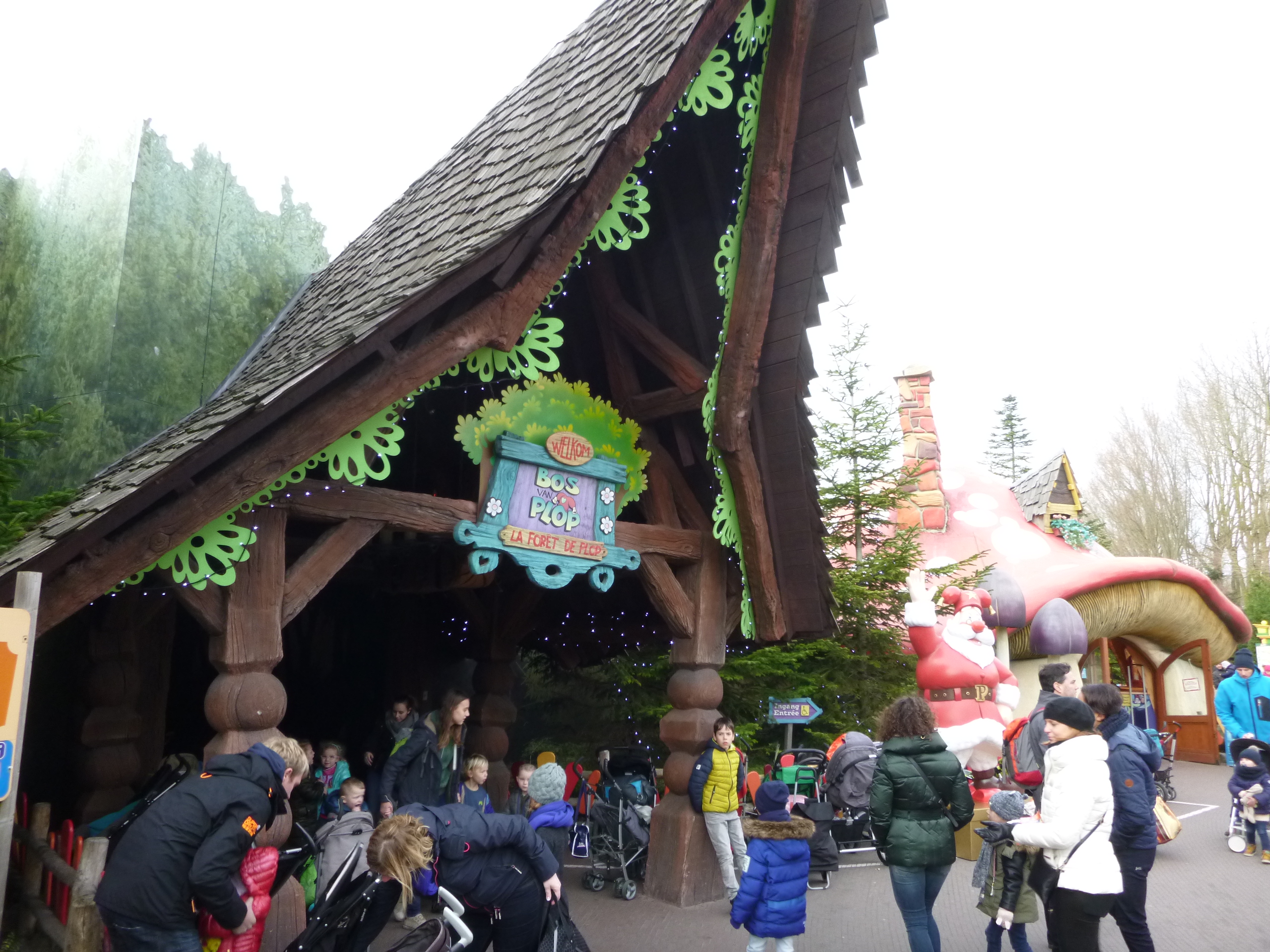
La Foresta di Plop
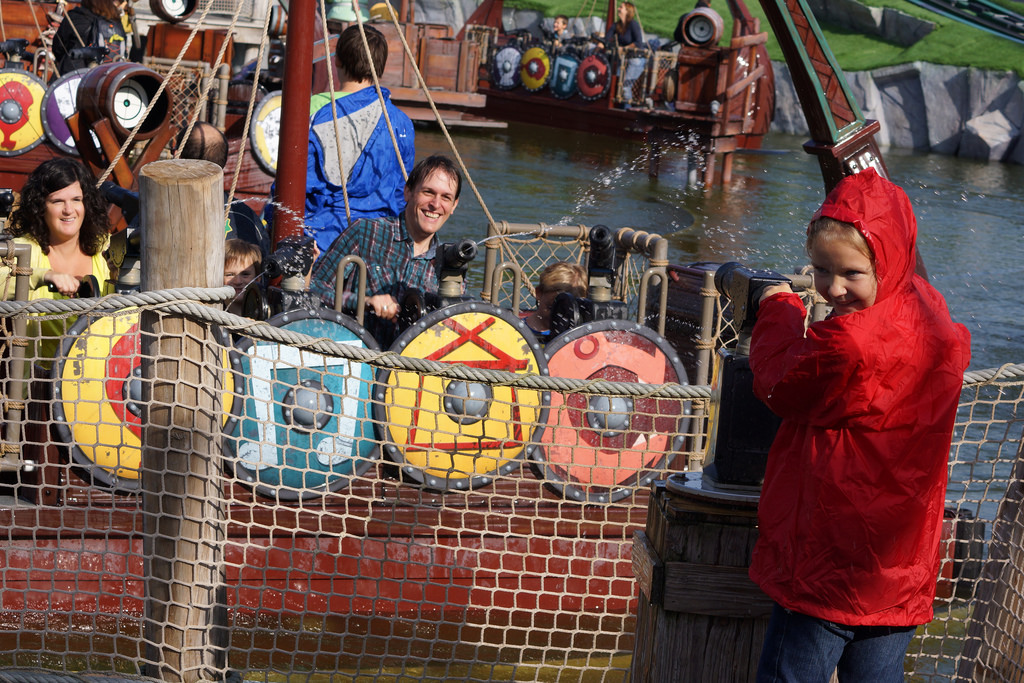
Wickie the Battle
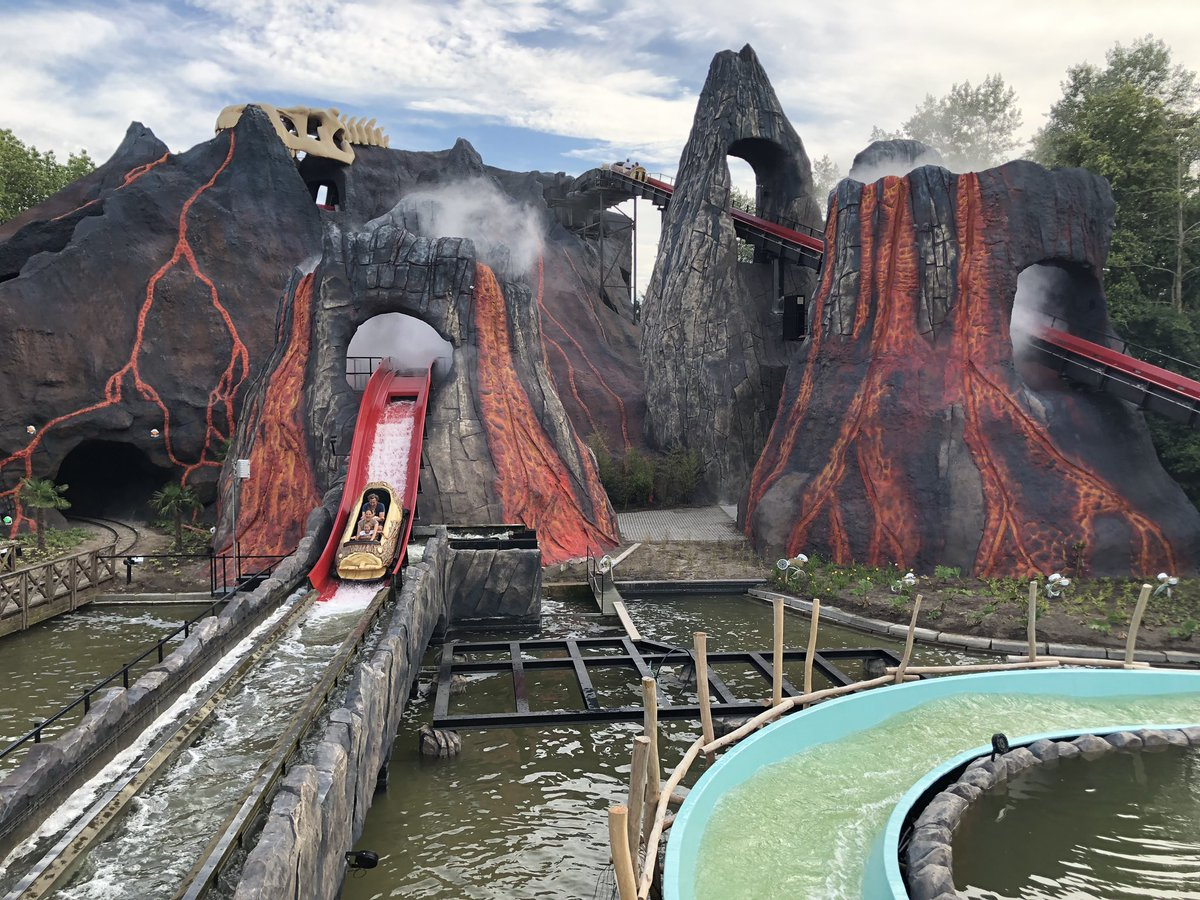
DinoSplash

### Flat rides e attrazioni per bambini
| Nome                                             | Modello                      | Casa costruttrice | Anno |
| ------------------------------------------------ | ---------------------------- | ----------------- | ---- |
| Big & Betsy Hoeve / La Ferme de Big & Betsy      | Fattoria di animali          | -                 | 1952 |
| De Piratenboot / Le Bateau Pirate                | Nave oscillante              | Huss              | 1978 |
| Safari                                           | Giostra                      | Sartori           | 1992 |
| De Hangbrug / Le Pont Suspendu                   | Ponte sospeso                | -                 | 1994 |
| Waterfietsen / Pédalos                           | Pedalò                       | -                 | 1994 |
| Balloon Race                                     | Balloon Race                 | Zamperla          | 2000 |
| De Buurtpolitie Verkeerspark / L'Auto-école      | Scuola guida per bambini     | -                 | 2000 |
| De Eenden / La Ronde des Canards                 | Giostra rotante              | Metallbau Emmeln  | 2000 |
| Kaatje zoekt Eendje / Kathy cherche Petit Canard | Percorso in barca            | Mack Rides        | 2000 |
| Scooter                                          | Bumper cars                  | -                 | 2000 |
| De Dansende Fonteinen / Les Fontaines Dansantes  | Fontane danzanti             | -                 | 2001 |
| Storm op Zee / Tempête en Mer                    | Music Express                | Mack Rides        | 2001 |
| De Tractors / Les Tracteurs                      | Trattori                     | Metallbau Emmeln  | 2002 |
| De Koffiekopjes / Les Tasses à Café              | Tazze rotanti                | Mack Rides        | 2003 |
| Carrousel                                        | Giostra cavalli              | Wood Design       | 2004 |
| De Brandweer / La Brigade du Feu                 | Fire Brigade                 | Zamperla          | 2004 |
| Nachtwacht-Flyer                                 | Star Flyer                   | Funtime           | 2006 |
| De Kikkers / Les Grenouilles                     | Jump Around                  | Zamperla          | 2007 |
| De Konijntjes / Les Petits Lapins                | Cavalli galoppanti           | Metallbau Emmeln  | 2007 |
| De Vliegende Fietsen / Les Vélos Volants         | Magic Bikes                  | Zamperla          | 2008 |
| Mega Mindy Jetski                                | Jet Skis                     | Zierer            | 2008 |
| De Bloemenmolen / Le Manège à Fleurs             | Flying Fish                  | Zierer            | 2011 |
| De Glijbaan / La Glissoire                       | Scivolo                      | Metallbau Emmeln  | 2011 |
| De Swingboom / L'Arbre Dansant                   | Kontiki                      | Zierer            | 2011 |
| De Valtoren / La Tour de Chute                   | Torre di caduta per famiglie | Zierer            | 2011 |
| De Waterlelies / Les Nénuphars                   | Demolition Derby             | Zamperla          | 2011 |
| De Grote Golf / La Grande Vague                  | Disk'O Coaster               | Zamperla          | 2013 |
| Wienerwalz                                       | Wave swinger                 | Wood Design       | 2015 |
| De Dierenmolen / Carrousel des Animaux           | Giostra cavalli              | Wood Design       | 2017 |
| Bumballoon                                       | Samba Balloon                | Zamperla          | 2023 |
| De Dolle Bus / Le Bus Fou                        | Crazy Bus                    | Zamperla          | 2023 |

Sono presenti inoltre numerose aree gioco per bambini, tra cui quelle dedicate allo gnomo Plop (1984), ai pirati (2006), al personaggio Bumba (2008, 2023) e all'Ape Maya (2011), oltre ad esposizioni e punti di incontro con animali della fattoria.